# Douville
Douville (tiếng Occitan là Dovila) là một xã của Pháp, nằm ở tỉnh Dordogne trong vùng Aquitaine của Pháp.

## Hành chính
| Danh sách các xã trưởng                |             |              |      |         |
| Giai đoạn                              | Giai đoạn   | Tên          | Đảng | Tư cách |
| tháng 3 năm 2001                       | đương nhiệm | Claude Fédou | DVG  | hưu trí |
| Tất cả các dữ liệu trước đây không rõ. |             |              |      |         |

## Thông tin nhân khẩu
| Năm    | 1962 | 1968 | 1975 | 1982 | 1990 | 1999 | 2006 |
| ------ | ---- | ---- | ---- | ---- | ---- | ---- | ---- |
| Dân số | 377  | 351  | 331  | 352  | 402  | 401  | 427  |